# Srdeční arytmie

Převodní systém aktivuje svalovinu síní a následně koordinovaně po svalovině komor

Srdeční arytmie (také dysrytmie) je porucha srdečního rytmu. Dochází k poruše funkce převodního systému řídícího srdeční činnost (jedná se o specializovanou část srdeční svaloviny, která je schopná samostatné tvorby vzruchů a jejich vedení. Systém řídí stahy, rytmus a frekvenci srdce). Některé arytmie se vyskytují u zdravých jedinců, např. respirační sinusová arytmie, kdy se srdce při nádechu mírně zrychlí, kdežto při výdechu mírně zpomalí. Závažnost arytmií je různá, některé arytmie nemusí být vůbec zpozorovány.

## Některé příčiny
- ischemie srdce, tedy infarkt myokardu
- hypoxie
- zánět
- anatomické změny myokardu
- některé léky
- odchylky v krevních hladinách důležitých iontů

## Projevy
Porucha se může projevovat od úplně banálních příznaků, až po život ohrožující stavy.
Projevy mohou být:
- palpitace - nepříjemné bušení srdce, vnímané pacientem, může se ale vyskytovat také u rozrušení nebo stresu
- pocit občasného vynechání srdce
- nepravidelný tep
- slabost
- synkopa

Arytmie může způsobit náhlou srdeční smrt, pokud není provedena urgentně resuscitace.

## Dělení arytmií

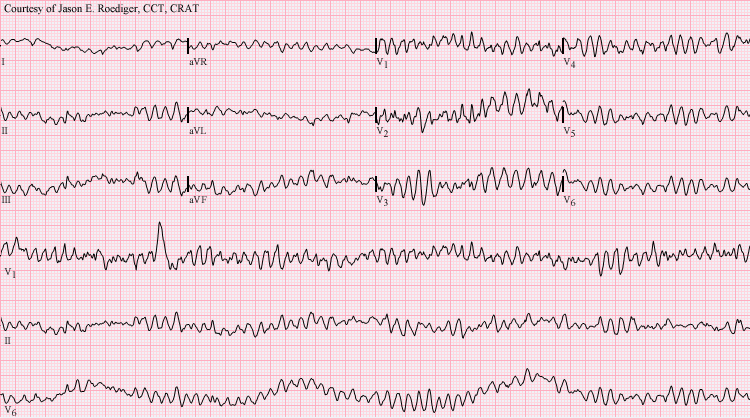
Fibrilace komor je jedna ze smrtících arytmií, dochází k neúčinnému chvění srdce

Arytmie se dělí podle různých druhů aspektů:
podle závažnosti
- smrtící (srdeční výdej je nulový) 
  - fibrilace komor
  - bezpulzová komorová tachykardie
  - asystolie
  - bezpulzová elektrická aktivita
- vysoce nebezpečné (srdeční výdej je výrazně snížen)
  - extrémní bradykardie a tachykardie
- ostatní
  - velké množství různě závažných arytmií, například fibrilace síní

podle rychlosti srdeční činnosti:
- arytmie rychlé (tachyarytmie)
- arytmie pomalé (bradyarytmie)

podle místa vzniku v převodním systému:
- sinusová
- supraventrikulární
- ventrikulární (komorová)

některé užívané temíny v popisu arytmií
- extrasystoly - předčasné srdeční stahy
- fibrilace - velmi rychlé nepravidelné stahy srdečního svalu
- flutter - rychlé kmitání, ale pravidelné srdeční stahy

## Diagnostika a léčba
Arytmie se nejčastěji diagnostikuje pomocí EKG, Holterova monitorování (sledování pacienta pomocí EKG po dobu 24 hodin při jeho běžných činnostech) nebo při elektrofyziologickém vyšetření srdce.
Léčba arytmie se většinou uplatňuje pomocí léků - antiarytmika, nebo pomocí elektrických zásahů:
- defibrilace - životzachraňující výkon v případě fibrilace komor, při němž se pomocí elektrického výboje z defibrilátoru depolarizují všechny srdeční buňky (vymaže veškerou chaotickou činnost srdce) a umožní tak uplatnit se normálnímu srdečnímu rytmu
- kardioverze - princip je stejný jako u defibrilace, mluvíme o ní, pokud se jedná o zrušení jiné arytmie než fibrilace komor - nejčastěji jde o fibrilaci síní, flutter síní či komorovou tachykardii. Vzhledem k tomu, že pacient zůstává u těchto arytmií obvykle při vědomí, a jde o bolestivý výkon, provádí se v krátkodobé celkové anestezii. Při kardioverzi se obvykle používá menší intenzita výboje.
- kardiostimulace - elektrická stimulace srdce, přiváděna k němu z kardiostimulátoru pomocí zavedených elektrod.